# Christoffel Plantijnpad
Het Christoffel Plantijnpad (en de Christoffel Plantijngracht) in Amsterdam-Slotervaart zijn vanaf 1955 vernoemd naar de Zuid-Nederlandse boekdrukker en lexicograaf Christoffel Plantijn (1514-1589), die in Antwerpen een beroemde drukkerij en uitgeverij bezat.
Het 3 kilometer lange pad vormt de westelijke begrenzing van de tuinstad Slotervaart en begint bij de Robert Fruinlaan aan de rand van het Sloterpark, loopt verder in zuidelijke richting, kruist de Pieter Calandlaan en de Plesmanlaan en eindigde oorspronkelijk op de Sloterweg. Het omvat evenwijdig aan elkaar een fietspad en een voetpad.
Tussen de Plesmanlan en de Sloterweg is het pad de oostelijke grens van de wijk Nieuw Sloten.
Iets oostelijker is ten zuiden van de Sloterweg een verlenging gemaakt aan de westkant van kantorengebied Riekerpolder naar het Adam Smithplein en de Oude Haagseweg. De tunnel van het pad tussen Riekerpolder en Oude Haagseweg onder de Rijksweg A4 dient tevens als faunapassage. De Piet Römerbrug bij de kruising met de Plesmanlaan is sinds 2008 een gemeentelijk monument.

## Christoffel Plantijngracht
Langs een deel van het pad ligt de Christoffel Plantijngracht. Dit, voor kleine boten bevaarbare, kanaal begint in het Sloterpark aan de zuidkant van de Sloterplas, bij het "Watersporteiland", en loopt van daar in zuidelijke richting naar de waterweg Slotervaart.

## Kunst aan het Christoffel Plantijnpad

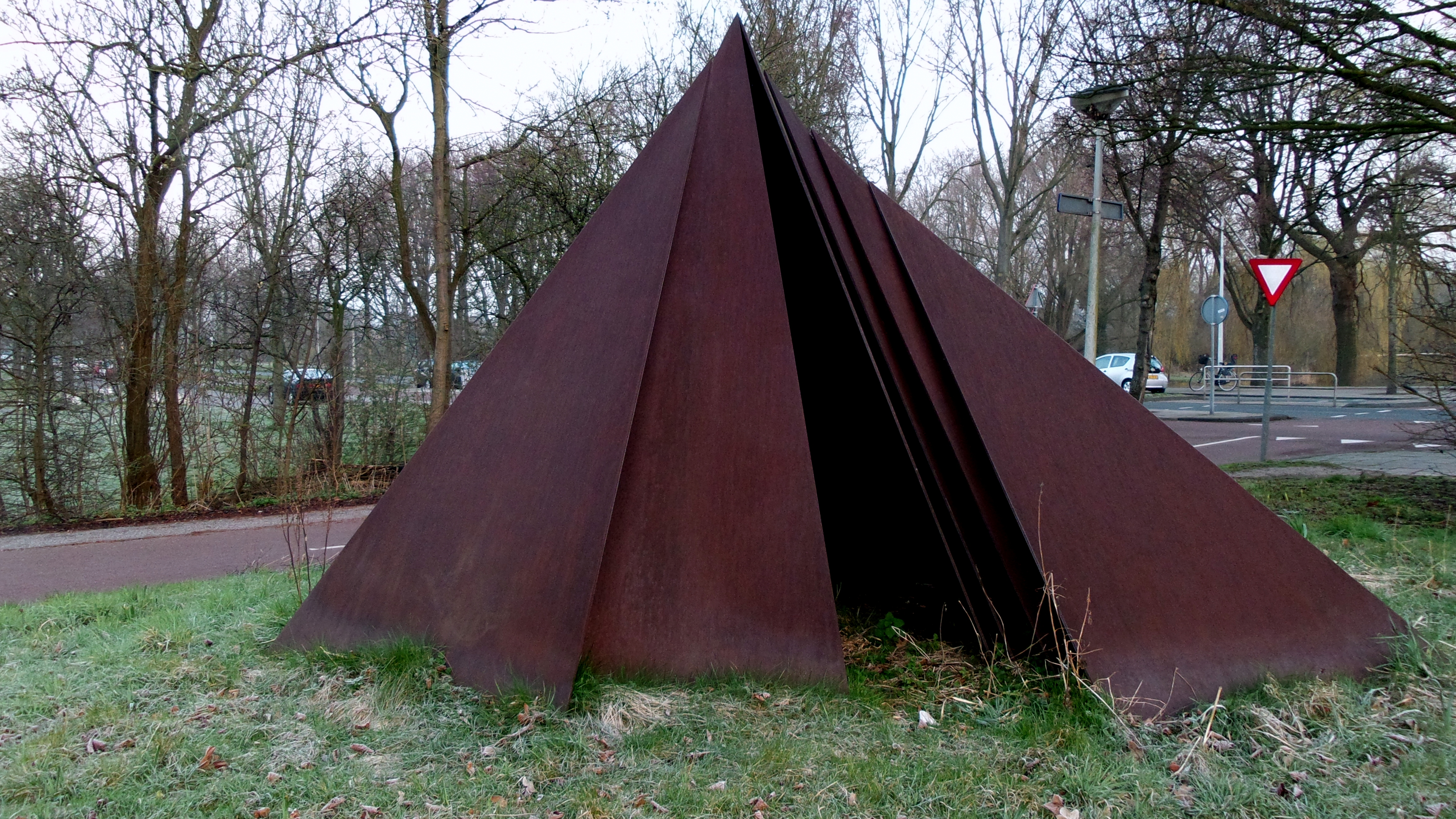
Shelter van Tony Andreas sinds 2005 op de hoek met de Plesmanlaan
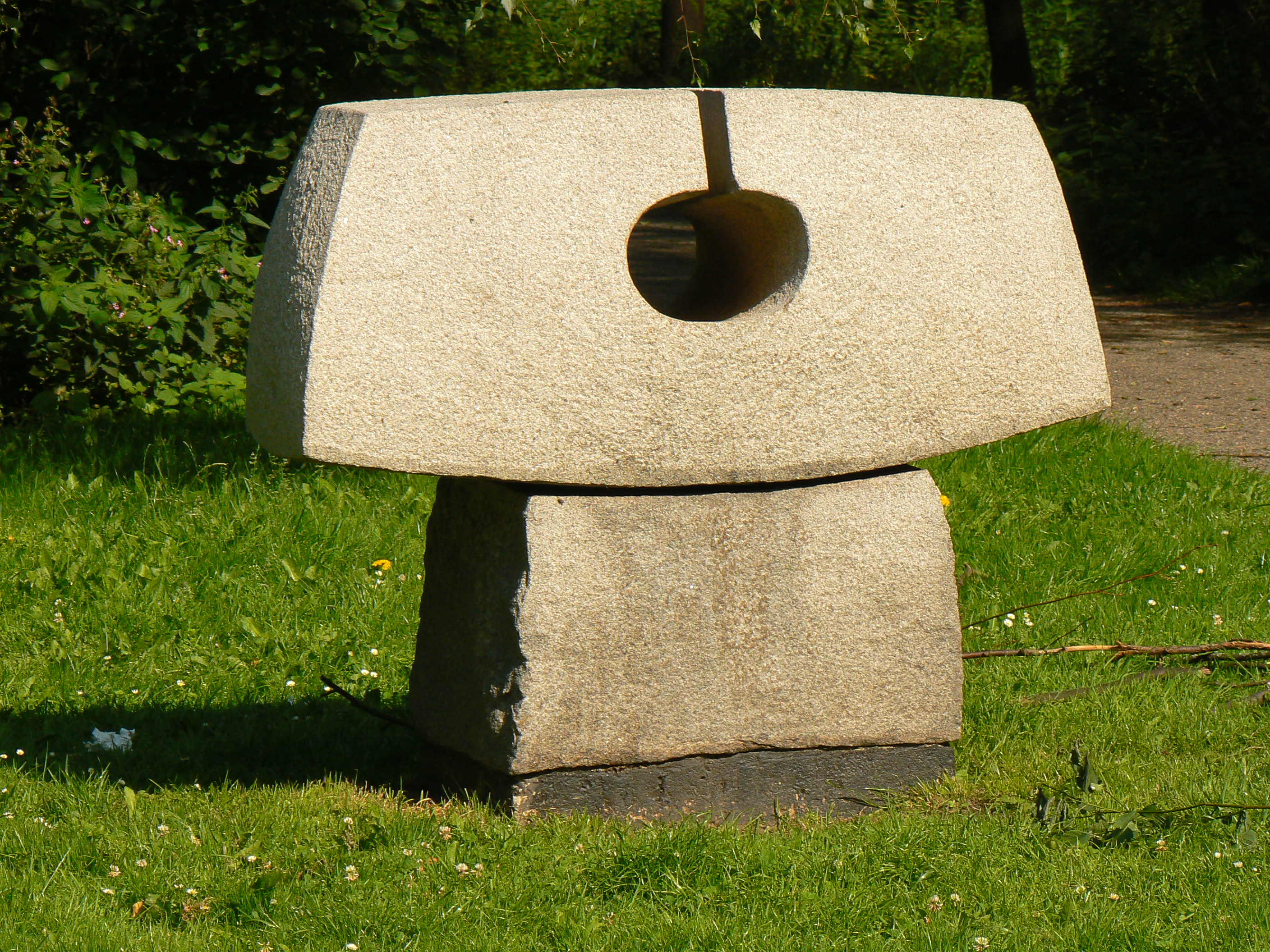
Zonder titel (sleutelgat) van Ad Molendijk uit 1972 ter hoogte van het Sloterpark.